# Copa Gato 2006

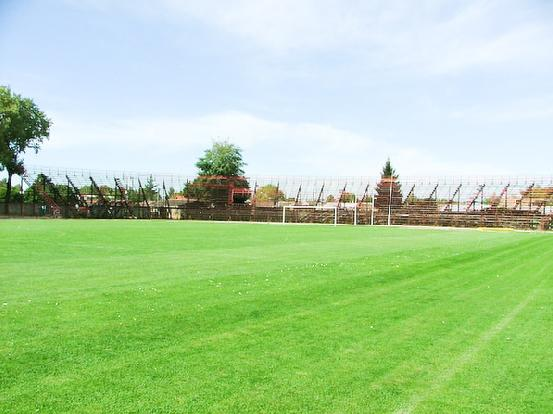
El Estadio Municipal Nelson Oyarzún albergó la edición 2006 de la Copa Gato.

La Copa Gato 2006 fue la cuarta serie de partidos amistosos correspondiente al torneo de fútbol Copa Gato, siendo organizada por la productora MERCOM S.A. y auspiciada por la Viña San Pedro, dueña de la marca de vino Gato.
Se celebró una edición durante ese año, en marzo, y consistió en un superclásico entre Colo-Colo y Universidad de Chile.

## Detalles
El partido, disputado el 29 de marzo de 2006 en el Estadio Municipal Nelson Oyarzún de Chillán, lo ganó Universidad de Chile por 2-0, obteniendo así su séptimo título de la Copa Gato.
El cotejo fue transmitido en directo por Canal 13.
| Copa Gato 2006; 29 de marzo de 2006, 22:00 | Colo-Colo | 0:2 (0:1) | Universidad de Chile        | Estadio Municipal Nelson Oyarzún, Chillán (Chile)        |                                                          |
|                                            |           | Reporte   | Valencia 37' · Figueroa 52' | Asistencia: 20.000 espectadores Árbitro(s): Jorge Osorio | Asistencia: 20.000 espectadores Árbitro(s): Jorge Osorio |
| 80' Meléndez (Colo-Colo).                  |           |           |                             |                                                          |                                                          |

| Colo-Colo | Universidad de Chile |

### Campeón
| Campeón Universidad de Chile |